# Unguicularia carestiana
Unguicularia carestiana är en svampart som först beskrevs av Gottlob Ludwig Rabenhorst, och fick sitt nu gällande namn av Franz Xaver von Höhnel. Unguicularia carestiana ingår i släktet Unguicularia och familjen Hyaloscyphaceae.   Inga underarter finns listade i Catalogue of Life.
I den svenska databasen Dyntaxa används istället namnet Urceolella carestiana för samma taxon.  Arten är reproducerande i Sverige.